# Nicolla gallica
Nicolla gallica är en plattmaskart. Nicolla gallica ingår i släktet Nicolla och familjen Opecoelidae. Inga underarter finns listade i Catalogue of Life.